# Stazione di La Pomme
La stazione di La Pomme è una fermata ferroviaria della linea Marsiglia-Ventimiglia che sorge nel sobborgo di La Pomme, nell'11° arrondisment municipale di Marsiglia.

## Storia
La stazione fu attivata il 25 ottobre 1858 con l'apertura della ferrovia tra Marsiglia e Aubagne.